# 季申基夫卡
49°29′0″N 35°21′48″E / 49.48333°N 35.36333°E
蒂申基夫卡（烏克蘭語：Тишенківка）是位於烏克蘭東部的村莊，由哈爾科夫州别列斯京区的克拉斯諾赫拉德市鎮負責管轄。該村始建於1834年，面積2.73平方公里，海拔高度151米，2001年人口478，人口密度每平方公里175.4人。